# Реймон Поанкаре
Реймон Поанкаре (на френски: Raymond Poincaré) е френски юрист и политик, депутат и сенатор, и 3 пъти министър. Президент на Франция в периода 1913 – 1920 г. Министър-председател (1912 – 1913, 1922 – 1924, 1926 – 1929).

## Биография
Роден е на 20 август 1860 г. в Бар льо Дюк. Братовчед му е известният учен Анри Поанкаре. Завършва Екол политекник. След като завършва право в Сорбоната, е приет в адвокатската колегия през 1882 г. Избран е за депутат през 1887 г., а през 1893 г. става най-младият министър в историята на Третата република, поемайки поста, отговорен за образованието на страната. През 1894 г. е назначен за министър на финансите, а през 1895 г. отново за министър на образованието. В хода на делото Драйфус, той обявява, че новите доказателства изискват повторно разглеждане на делото.
Въпреки изгледите за брилянтна политическа кариера, Поанкаре напуска Камарата на депутатите през 1903 г., служейки до 1912 г. в Сената, който се счита за относително незначителен в политическо отношение. Той отдава повечето си време в частна юристка практика. Въпреки това, през януари 1912 г. става министър-председател, служейки едновременно с това като министър на външните работи до януари 1913 г. Изправен пред нова заплаха в лицето на Германия, той се впуска в дипломация с нова решителност. През август 1912 г. той убеждава правителството на Русия, че ще подкрепи френско-руски съюз, а през ноември сключва споразумение с Великобритания, задължаващо двете държави да се консултират една друга в случай на международна криза и да имат съвместно военно планиране. Макар подкрепата му за руските действия на Балканите и безкомпромисното му отношение към Германия често се считат за доказателство, че той всъщност е реваншист и подстрекател към война, Поанкаре вярва, че самото състояние на Европа по това време създава почва за война и че само силен съюз може да гарантира сигурността. По-големият му страх е, че Франция може да бъде изолирана, както вече се е случило през 1870 г. – лесна плячка за военно превъзхождаща Германия.
Поанкаре се кандидатира за президент и въпреки опозицията на левицата под Жорж Клемансо, който му е дългогодишен враг, той печели изборите на 17 януари 1913 г. Макар президентската институция да има малка реална власт, той се надява да влее в нея нови сили и да я превърна в основа, която е неприкосновена за левицата, десницата и центъра. В хода на Първата световна война той се стреми към поддържането на националното единство, поверявайки управлението на Клемансо.
След като президентският му мандат изтича през 1920 г., Поанкаре се завръща в Сената и за известно време служи като председател на комисията по репарациите. Той поддържа тезата за вината на Германия за войната. Когато служи отново като министър на външните работи през 1922 – 1924 г., той отказва да приеме забавяне на германските вноски по репарациите и през януари 1923 г. нарежда френски войски да навлязат в Рурската област. Това води до огромна финансова, политическа и морална криза в цяла Германия. Инфлацията срива стойността на германската марка почти до нулата.  Свален е от длъжност от левицата, но се завръща като министър-председател отново през юли 1926 г. Той се счита за главно отговорен за разрешаването на тежката финансова криза във Франция, стабилизирайки стойността на франка и базирайки го на златния стандарт. Благодарение на успешните му икономически политики, страната се радва на период на просперитет.
Поанкаре се пенсионира по болест през юли 1929 г. Прекарва остатъка от живота си в писане на мемоари. Умира в Париж на 15 октомври 1934 г.